# Рипе (Терамо)
Рипе је насеље у Италији у округу Терамо, региону Абруцо.
Према процени из 2011. у насељу је живело 129 становника. Насеље се налази на надморској висини од 588 м.